# Neolucanus swinhoei
Neolucanus swinhoei là một loài bọ cánh cứng trong họ Lucanidae. Loài này được Bates mô tả khoa học năm 1866.